# Louise Rosalie Allan-Despréaux
Louise Rosalie Allan-Despréaux (Mons, 1810 – Parigi, 1856) è stata un'attrice teatrale francese.

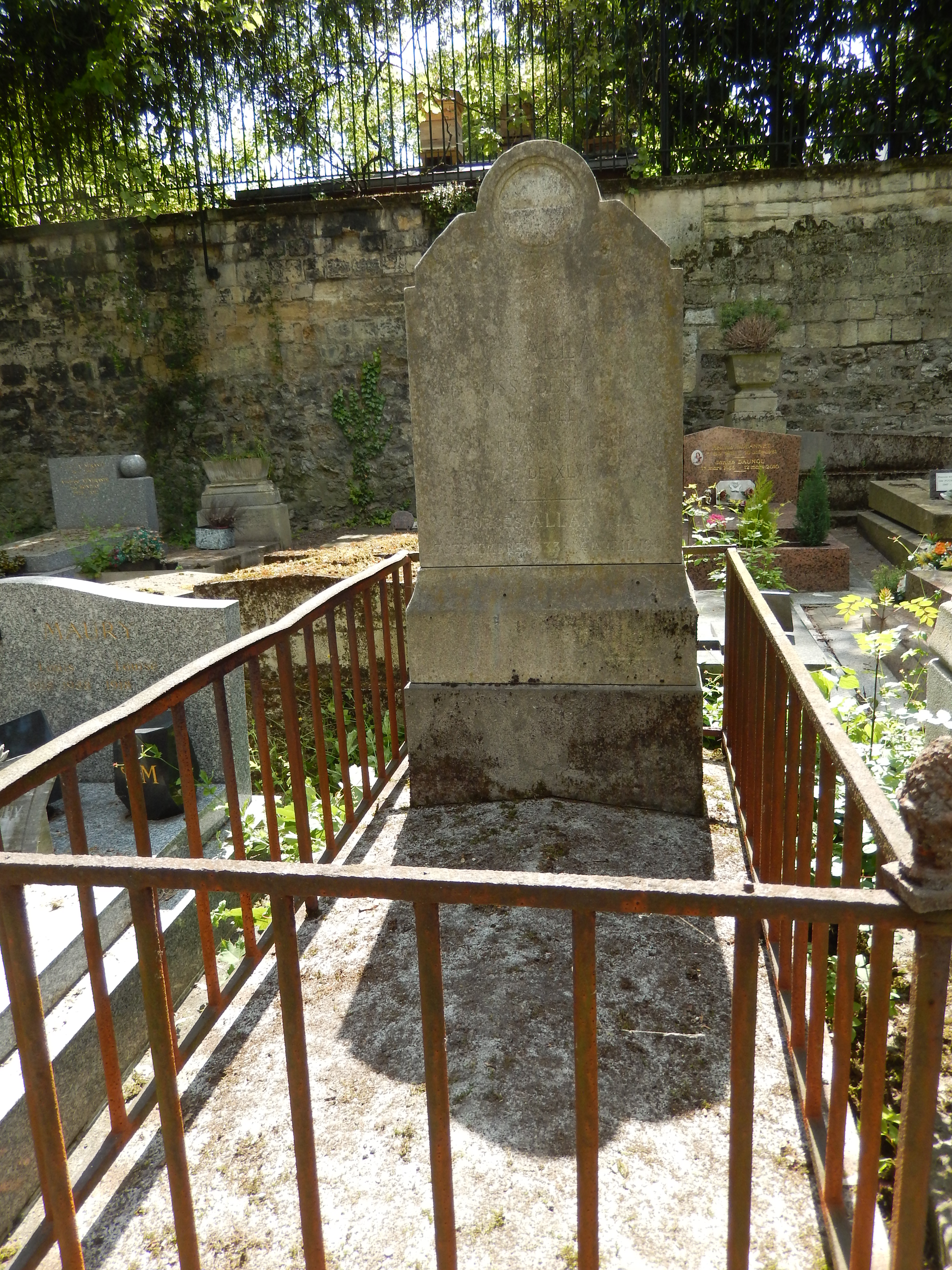
La sua tomba

Protetta di Talma, fu pensionnaire (1826-1831) della Comédie française e poi fu a Pietroburgo con il marito Auguste Allan.
Recitò per la prima volta i Proverbes di Alfred de Musset.